# Dennevy
Dennevy est une commune française située dans le département de Saône-et-Loire, en région Bourgogne-Franche-Comté.

## Géographie
Le village se trouve à 21 kilomètres de Chalon-sur-Saône et à 33 kilomètres de Montceau-les-Mines.

### Hydrographie
Dennevy est située près du canal du Centre et sur le bord de la Dheune, affluent de la Saône.

### Climat
Pour des articles plus généraux, voir Climat de la Bourgogne-Franche-Comté et Climat de Saône-et-Loire.
En 2010, le climat de la commune est de type climat océanique dégradé des plaines du Centre et du Nord, selon une étude du Centre national de la recherche scientifique s'appuyant sur une série de données couvrant la période 1971-2000. En 2020, Météo-France publie une typologie des climats de la France métropolitaine dans laquelle la commune est exposée à un climat océanique altéré et est dans la région climatique Bourgogne, vallée de la Saône, caractérisée par un bon ensoleillement (1 900 h/an), un été chaud (18,5 °C), un air sec au printemps et en été et des vents faibles.
Pour la période 1971-2000, la température annuelle moyenne est de 11 °C, avec une amplitude thermique annuelle de 17,6 °C. Le cumul annuel moyen de précipitations est de 798 mm, avec 11,7 jours de précipitations en janvier et 7,4 jours en juillet. Pour la période 1991-2020, la température moyenne annuelle observée sur la station météorologique de Météo-France la plus proche, « St-Maurice-lès-Couches_sapc », sur la commune de Saint-Maurice-lès-Couches à 4 km à vol d'oiseau, est de 11,5 °C et le cumul annuel moyen de précipitations est de 803,5 mm. 
La température maximale relevée sur cette station est de 40,4 °C, atteinte le 12 août 2003 ; la température minimale est de −16,7 °C, atteinte le 20 décembre 2009,,.
Les paramètres climatiques de la commune ont été estimés pour le milieu du siècle (2041-2070) selon différents scénarios d'émission de gaz à effet de serre à partir des nouvelles projections climatiques de référence DRIAS-2020. Ils sont consultables sur un site dédié publié par Météo-France en novembre 2022.

## Urbanisme

### Typologie
Au 1er janvier 2024, Dennevy est catégorisée commune rurale à habitat dispersé, selon la nouvelle grille communale de densité à sept niveaux définie par l'Insee en 2022.
Elle est située hors unité urbaine et hors attraction des villes,.

### Occupation des sols
L'occupation des sols de la commune, telle qu'elle ressort de la base de données européenne d’occupation biophysique des sols Corine Land Cover (CLC), est marquée par l'importance des territoires agricoles (93,8 % en 2018), une proportion identique à celle de 1990 (93,8 %). La répartition détaillée en 2018 est la suivante : terres arables (56,8 %), prairies (21,3 %), zones agricoles hétérogènes (15,7 %), zones urbanisées (5,5 %), forêts (0,8 %). L'évolution de l’occupation des sols de la commune et de ses infrastructures peut être observée sur les différentes représentations cartographiques du territoire : la carte de Cassini (XVIIIe siècle), la carte d'état-major (1820-1866) et les cartes ou photos aériennes de l'IGN pour la période actuelle (1950 à aujourd'hui).

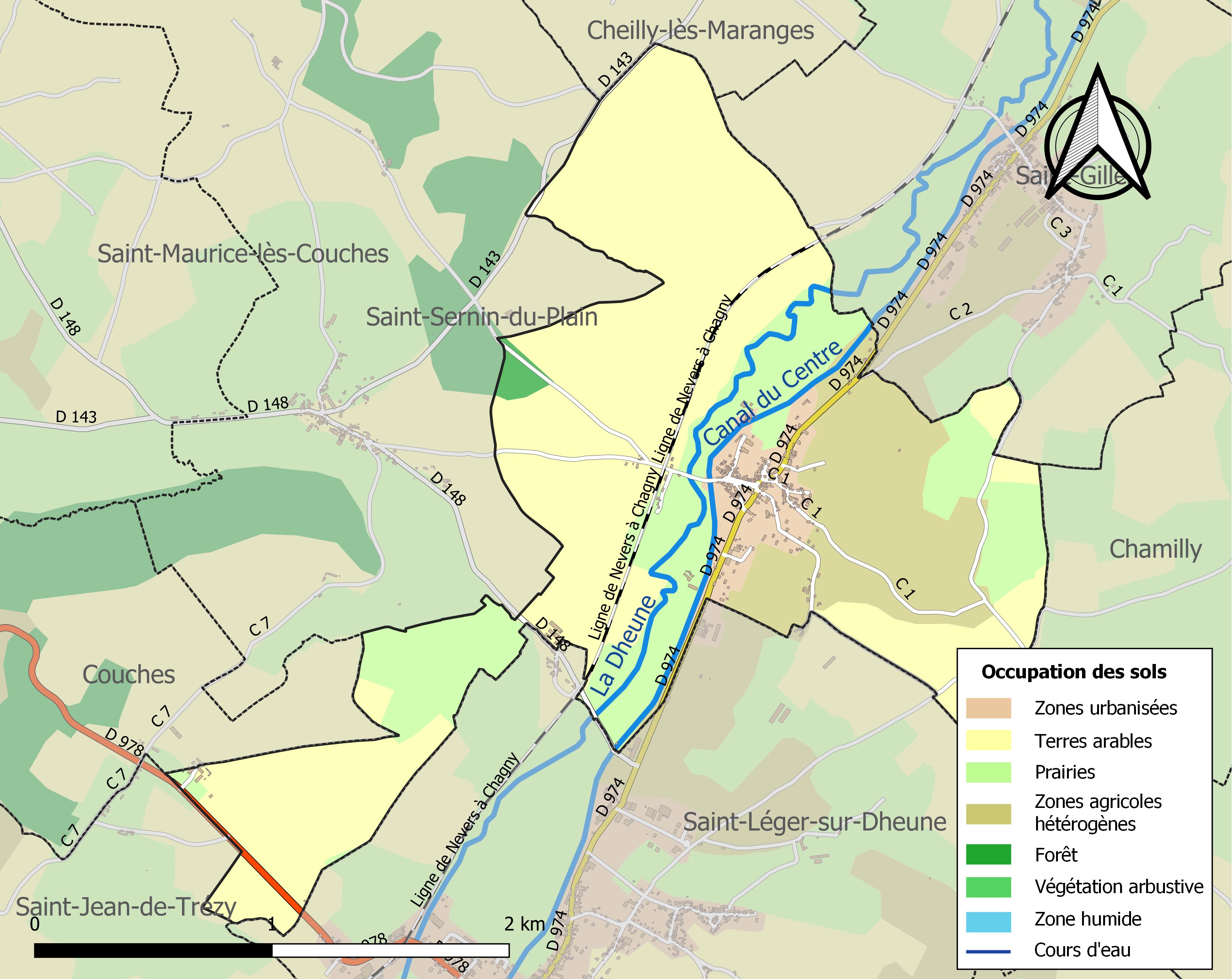
Carte des infrastructures et de l'occupation des sols de la commune en 2018 (CLC).

## Toponymie
Le nom de la localité est attesté sous la forme Duinae vicus, sans date.
Du gallo-roman VICU, issu du latin vicus « bourg », précédé du nom de la rivière Dheune, affluent de la Saône, d'où le sens global de « bourg de la Dheune ».
Remarques : l'élément -vic, prononcé « vi » est généralement orthographié -vy dans le domaine d'oïl, notamment en tant que second élément d'un composé. cf. Neuvy. Aucun rapport entre l'élément Denne- et celui des noms ressemblant tels que Dennebrœucq ou Denneville.

## Histoire
Philibert de Digoine est propriétaire à Dennevy en 1546. Sa fille probable Louise de Digoine, mariée en 1565 à Philibert de La Chambre sieur de Baillolle, est dame de Dennevy en 1584. Mais il semble que le finage soit divisé en plusieurs seigneuries.
Le village dispose d'un notaire au XVIe siècle, dont les minutes subsistantes éclairent la vie foncière du village.

### Lesseigneurset propriétaires à Dennevy
Plusieurs seigneurs et propriétaires de terres se sont succédé, le changement se faisait par héritage ou ventes des terres ou des droits. Les noms cités reproduisent l'orthographe figurant dans les documents : 
| Année       | Nom et Prénom                                           | Propriété(s) ou qualité | Commentaire |
| ----------- | ------------------------------------------------------- | --- | --- |
| 1118        | Nicolas et Jean de Dennevy                              | ? | |
| 1138        | Gautier                                                 | ? | Donation au fils d'Anselle de Dennevy |
| 1201        | Guillaume de Millery                                    | ? | |
| 1225        | Templiers et Hospitaliers de Saint-Jean                 | Propriétaire d'un pré | |
| 1260        | Guillaume de Saulx                                      | Seigneur de Saint-Gilles | |
| 1263        | Perrinus dictus li Orgeux                               | Fief lige | Chevalier |
| 1265        | Gérard de Cranes                                        | Fief lige | Chevalier |
| 1273 - 1285 | Pierre d'Orgeux                                         | Intégralité de Dennevy et Saint-Gilles | Homme du Duc Rober II de Bourgogne |
| 1290        | Les Chanoines du Chapitre de la Cathédrale d'Autun      | Quelques terres | Au XIIIe et XIVes siècles |
| 1294        | Guinoet de Saint-Gilles                                 | Quelques terres | Ancien prêtre, acenssement fait par Jean de Couches (chevalier) |
| 1303        | Hugues de Cresnes                                       | Un manse en fief | Reçu par Étienne de Montaigu (seigneur de Sombernon et châtelain de Couches) |
| 1316        | Guillaume de Communes                                   | Plusieurs meix et arrières-fiefs | |
| 1321        | Étienne Robert                                          | Une pièce de vignes à Saint-Gilles | Bien d'Ardouin (prieur de Couches) loué contre 5 bichets de froment annuellement et perpétuellement |
| 1341        | Renaud Gardot de Saint-Gilles                           | Un pré au Breuil de Saint-Gilles | Bien de Guy de Seigneyo loué contre 1 boisseau de froment |
| 1344        | Jean de Dennevy                                         | ? | Meurt de la peste à Givry |
| 1372        | Philippe Dorgeul                                        | Quelques héritages | |
| 1376        | Jean de la Chapelle                                     | Quelques Meix et plusieurs héritages situés sur Saint-Gilles | Seigneur de Yreley |
| 1377        | Philippe de Lorgent                                     | 3 vignes (appelées Beauregards, Appelant et du Verger), un quartier de pré.                                                                                                  | Chevalier, tient en fief du Duc |
| 1382        | Isabelle de Rully                                       | 4 soitures de pré au Breuil de Dennevy | Vente réalisée par Girard de Nisey |
| 1395        | Henry de Saint Nisy                                     | Meix en fief (à Saint-Gilles), une pièce de vigne (contenant 9 ouvrées), une autre vigne (appelée Agi) et la moitié d'une soiture d'un pré situé à la Corvée de Saint-Gilles | |
| 1399        | Jean de Saigey                                          | Quelques héritages, seigneur de Dennevy et écuyer | |
| 1400        | Henri de Saint Nisy                                     | Seigneur de Dennevy et Saint-Giles | |
| 1403        | Robert de Lugney                                        | Seigneur de Saint-Sernin du Plain | |
| 1423        | Hugues de Thoissey, Robert de Malvilly et Jean de Sigey | Intégralité de Dennevy | |
| 1461        | Jean de Saint Même                                      | Seigneur de Dennevy | |
| 1473        | Jean Lemaire                                            | ? | |
| 1474        | Aymé Borde                                              | Quelques terres à Dennevy et Saint-Gilles | Valeur de VIJ livres de rente |
| 1475        | Monsieur de Couches                                     | Seigneur de Saint-Gilles | |
| 1496        | Antoine de Clugny                                       | Un plastre de maisons et ses dépendances dans la grande rue de Saint-Gilles                                                                                                  | |
| 1491        | Isabelle de Goux                                        | | Veuve, obtenu par contrat de mariage avec Philibert de Saint-Léger (Seigneur de Dennevy) |
| 1503        | Enfants de Sieur Bonot d'Ebaty                          | La moitié de la seigneurie de Dennevy | Partagé avec le seigneur de Rully (Philippe de Saint-Léger) |
| 1504        | Anthoine de Cluny                                       | Un moulin sur la rivière de la Dheune, la moitié de la Motte | Bien réclamé par Bernard Chantereau de Couche (sergent royal) à Jean (fils de Claude Meugnier) car son père n'avait pas payé la location a Anthoine de Cluny                                                                             |
| 1507        | Antoine de Cluny                                        | Une maison et l'écluse du moulin, une grande, la moitié de la Motte | Les propriétaires sont Jean et Jacob Bonnard, location contre la somme de 46 écus d'or valant chacun 35 sols. |
| 1521        | Regier (ou René) de Saubiez                             | Seigneur de Dennevy | Également seigneur d'Ebaty |
| 1540        | Philippe de Saint-Léger                                 | Seigneur de Dennevy | Également seigneur de Rully, Gergy et Villeneuve |
| 1549        | Claude et Philippe de Saubief                           | Seigneur de Dennevy | Écuyer et également seigneur d'Ebaty |
| 1567        | Martial de Vindignat                                    | Seigneur de Dennevy | |
| 1578        | Charles de Saint-Léger                                  | Baron de Dennevy | Également Baron de Rully et Gergy. Marie de Chaugy est sa femme. |
| 1580        | Messire Charles de Saint-Léger                          | Baron de Dennevy et Saint-Gilles | Était aussi chevalier de l'ordre du roi, seigneur et baron de Rully, Gergy et Villers |
| 1584        | Jean Saint-Léger                                        | Toutes les terres et possessions de Charles se Saint-Léger | Héritage |
| 1590        | Gaspart de Tintry                                       | Baron de Dennevy | Également baron de Rully, Cergy, Saint-Léger et Genouilly |
| 1604 - 1607 | Philibert de la Chambre                                 | Sieur de Ballole et Dennevy en partie | |
| 1608        | Antoine Dublé                                           | Une maison seigneuriale ruinée | Ses biens viennent de la reprise du fief des terres et seigneuries de Rully, Dennevy, Saint-Gilles et Saint-Léger. Il fut construire le château de Cormatin.                                                                             |
| 1636        | Jean de Madelain                                        | Un petit membre de chevance en la seigneurie de Dennevy | Seigneur de Digoine-les-Couches et de Demigny |
| ?           | Antoine de Digoine                                      | En fief : une maison appelée la maison Guiot Denise, une terre et un petit pré avec maison, 5 soitures et demi au lieu-di Breuil et 4 autres au lieu-dit en Moley.           | Écuyer |
| ?           | Hérard Bouton                                           | Seigneur de Dennevy et Saint-Gilles | Aussi seigneur de saint-Léger, Chamilly, de Chanrengeroux, de Joursanvaux, de Saint-Aubin, de Gamay et de Mimande. Il fut le premier de cette famille à être seigneur. Henri IV lui donna la charge de Grand Ecuyer des écuries Royales. |
| 1638        | Nicolas Bouton                                          | Héritages de Hérard Bouton | Fils de Hérard Bouton |
| 1666        | Philippe Lachèze                                        | Fief de Millery | Demeure à Blanzy |
| 1670        | Noël Bouton                                             | Reprise de fiefs des terres et seigneuries de Dennevy | Retour de guerre |
| 1737        | Prieurs de Couches                                      | ? | Bail à rente et cens |
| 1756        | Monsieur de Montcrif                                    | Seigneur de Millery et de Nyon | |
| 1776        | Armand Josehp de Béthume                                | Reprise du comté | Également Duc de Charost. Certaines sources laissent à penser qu'il fit construire (ou reconstruire) le château de Dennevy, actuelle Mairie.                                                                                             |

## Politique et administration

### Listes des maires
| Période                                  | Période      | Identité                    | Étiquette | Qualité |
| ---------------------------------------- | ------------ | --------------------------- | --------- | ------- |
| An IV                                    | An V         | Jean Brusson                |           |         |
| An V                                     | An VI        | Antoine Guillemot           |           |         |
| An VI                                    | An VII       | Jean Baptiste Desfontaines  |           |         |
| An VII                                   | An VIII      | Chevalleret                 |           |         |
| An VIII                                  | 1800         | Jean Baptiste Desfontaines  |           |         |
| 21 mai 1800                              | 1818         | Alexandres Jules Clémenceau |           |         |
| 1818                                     | janvier 1820 | Baron d'Ordonneau           |           |         |
| janvier 1820                             | avril 1822   | Philippe Armet-Perrier      |           |         |
| 1822                                     | 1825         | Jean Guillemot              |           |         |
| 1825                                     | 1827         | Philippe Armet-Perrier      |           |         |
| 1827                                     | 1828         | François Rolland            |           |         |
| 1828                                     | 1830         | Simon Despernon             |           |         |
| 1830                                     | 1837         | Antoine Desfontaines-Petiot |           |         |
| 1837                                     | 1840         | Simon Despernon             |           |         |
| 1840                                     | 1846         | Pierre Desfontaines         |           |         |
| 1846                                     | 1848         | François Tabary             |           |         |
| 1848                                     | 1852         | Louis Desmarais             |           |         |
| 1852                                     | 1870         | Antoine Desfontaines-Petiot |           |         |
| 1870                                     | 1877         | Jean Baptiste Clerc         |           |         |
| 1877                                     | 1888         | Henri Alin                  |           |         |
| 1888                                     | 1912         | Claude Rougeot              |           |         |
| 1912                                     | 1919         | Philibert Perricaudet       |           |         |
| 1919                                     | 1929         | Alfred Roidot               |           |         |
| 1929                                     | 1943         | Jules Boulisset             |           |         |
| novembre 1943                            | octobre 1944 | Pierre Marius Boeuf         |           |         |
| octobre 1944                             | 1945         | Fernand Jarniat             |           |         |
| 1945                                     | 1971         | Pierre Bouthenet            |           |         |
| 1971                                     | 1989         | Marcel Contant              | DVG       |         |
| mars 1989                                | mars 2008    | Marie-Josèphe Neau          |           |         |
| mars 2008                                | 26/05/2020   | Daniel Charton              |           |         |
| 26/05/2020                               | en cours     | Christophe Perrin           |           |         |
| Les données manquantes sont à compléter. |              |                             |           |         |

### Canton et intercommunalité
La commune fait partie du Grand Chalon.

## Population et société

### Démographie

#### Évolution démographique
L'évolution du nombre d'habitants est connue à travers les recensements de la population effectués dans la commune depuis 1793. Pour les communes de moins de 10 000 habitants, une enquête de recensement portant sur toute la population est réalisée tous les cinq ans, les populations de référence des années intermédiaires étant quant à elles estimées par interpolation ou extrapolation. Pour la commune, le premier recensement exhaustif entrant dans le cadre du nouveau dispositif a été réalisé en 2007.

En 2022, la commune comptait 299 habitants, en évolution de −1,97 % par rapport à 2016 (Saône-et-Loire : −1,06 %, France hors Mayotte : +2,11 %).
| 1793 | 1800 | 1806 | 1821 | 1831 | 1836 | 1841  | 1846  | 1851  |
| ---- | ---- | ---- | ---- | ---- | ---- | ----- | ----- | ----- |
| 720  | 722  | 752  | 705  | 774  | 927  | 1 014 | 1 057 | 1 057 |

| 1856  | 1861  | 1866 | 1872 | 1876 | 1881 | 1886 | 1891 | 1896 |
| ----- | ----- | ---- | ---- | ---- | ---- | ---- | ---- | ---- |
| 1 094 | 1 141 | 575  | 525  | 493  | 542  | 516  | 512  | 463  |

| 1901 | 1906 | 1911 | 1921 | 1926 | 1931 | 1936 | 1946 | 1954 |
| ---- | ---- | ---- | ---- | ---- | ---- | ---- | ---- | ---- |
| 458  | 464  | 430  | 382  | 356  | 353  | 377  | 350  | 339  |

| 1962 | 1968 | 1975 | 1982 | 1990 | 1999 | 2006 | 2007 | 2012 |
| ---- | ---- | ---- | ---- | ---- | ---- | ---- | ---- | ---- |
| 337  | 362  | 320  | 309  | 282  | 293  | 322  | 326  | 310  |

| 2017 | 2022 | - | - | - | - | - | - | - |
| ---- | ---- | - | - | - | - | - | - | - |
| 306  | 299  | - | - | - | - | - | - | - |

D'après d'anciennes archives[Lesquelles ?], on[Qui ?] trouve les informations suivantes :
- 1435 : 4 feux francs (le feu fiscal est une notion utilisée au Moyen Âge afin de servir de référence au calcul de l'impôt) dont 1 solvable, 5 misérables.
- 1461 : 10 feux francs, 2 serfs (les serfs sont une classe de travailleurs agricoles. Ils doivent résider et travailler dans un endroit, et cultiver la terre, propriété de leur seigneur, lequel peut être un noble, un dignitaire ecclésiastique ou une institution religieuse comme un monastère).
- 1543 : 47 feux.
- 1635 : 26 habitants.
- 1638 : 26 feux.
- 1656 : 30 habitants.
- 1666 : 35 habitants, 11 veuves.
- 1674 : 49 personnes imposées.
- 1693 : 31 habitants et 4 veuves.
- 1710 : 28 habitants, 9 veuves.
- 1711 : 20 habitants, 9 veuves.
- 1713 : 16 habitants, 3 veuves.
- 1735 : 24 habitants, 4 veuves.
- 1740 : 50 feux, 34 vignerons 1 meunier, 2 manouvriers, 5 laboureurs, 1 tonnelier, 1 marchand, 1 cordonnier, 1 maréchal.
- 1750 : 42 habitants, 5 veuves.
- 1793 : 720 habitants.
- 1800 : 722 habitants.
- 1815 : 737 habitants.
- 1830 : 124 vignerons, 7 laboureurs, 3 maréchaux-ferrants, 3 domestiques, 3 propriétaires, 2 marchands de plâtre, 2 tonneliers, 2 tailleurs de pierre, 2 maçons, 2 charrons, 1 menuisier, 1 bourgeois, 1 marchand de vin, 1 cordonnier, 1 voiturier, 1 éclusier, 1 meunier, 1 marchand en gros.
- 1835 : 866 habitants.
- 1838 : 921 habitants, 201 maisons.
- 1839 : 927 habitants, 201 maisons.
- 1859 : 1 057 habitants.
- 1861 : 1 141 habitants.
- 1869 : 565 habitants, 433 maisons (rappel : 1862, séparation de Dennevy et de Saint-Gilles).
- 1885 : 516 habitants.
- 1892 : 512 habitants.
- 1894 : 515 habitants.
- 1901 : 458 habitants.
- 1954 : 339 habitants.
- 1982 : 309 habitants, 160 immeubles dont 25 résidences secondaires et 14 vacantes.
- 1962 : 337 habitants.
- 1999 : 293 habitants.

### Écologie et recyclage

Les vignobles de la côte chalonnaise.

## Culte
Dennevy relève de la paroisse Saints-Pierre-et-Paul qui compte quatorze villages, et dont les principales localités sont Couches et Saint-Léger-sur-Dheune.

## Culture locale et patrimoine

### Lieux et monuments
- L'église, sous le vocable de saint André, édifice composée d'une avant-nef, d'une nef unique de trois travées, d’une travée sous clocher voûté d’arêtes (avec médaillon stuqué à la clef) éclairée par une fenêtre flamboyante ; la travée de chœur voûtée en arc brisé est prolongée par une abside à cinq pans plus étroite et non éclairée (adjonction moderne ainsi que la sacristie dans le même axe).

### Personnalités liées à la commune[18]
- Louis Ordonneau (1770-1855) : baron de l'Empire et Grand-officier de la Légion d'honneur
- Auguste Gien (1884-1914) : tailleur de pierre et compositeur de chansons, né à Dennevy ; son nom est gravé[19] au Panthéon à Paris.